# Filmer Stuart Cuckow Northrop
‎
Filmer Stuart Cuckow Northrop, ameriški filozof, * 27. november 1893, Janesville, Wisconsin, ZDA, † 21. julij 1992, Exeter, New Hampshire, ZDA.
Northrop je diplomiral leta 1915 na Kolidžu Beloit, magistriral leta 1919 na Univerzi Yale. Na Univerzi Harvard je leta 1922 magistriral in leta 1924 doktoriral.
1. ↑  SNAC — 2010.
2. 1 2  Muzej Solomona R. Guggenheima — 1937.
3. 1 2 3 4  Katalog Nemške nacionalne knjižnice
4. 1 2  Freebase Data Dumps — Google.
5. ↑  Guggenheim Fellows database
6. ↑  The New York Times — Manhattan: New York Times Company, A. G. Sulzberger, 1851. — ISSN 0362-4331; 1553-8095; 1542-667X